# 97° westerlengte
97° westerlengte (ten opzichte van de nulmeridiaan) is een meridiaan of lengtegraad, onderdeel van een geografische positieaanduiding in bolcoördinaten. De lijn loopt vanaf de Noordpool naar de Noordelijke IJszee, Noord-Amerika, de Golf van Mexico, Midden-Amerika, de Grote Oceaan, de Zuidelijke Oceaan en Antarctica en zo naar de Zuidpool.
De meridiaan op 97° westerlengte vormt een grootcirkel met de meridiaan op 83° oosterlengte. De meridiaanlijn beginnend bij de Noordpool en eindigend bij de Zuidpool gaat door de volgende landen, gebieden of zeeën. 
| Land, gebied of zee | Nauwkeurigere gegevens |
| ------------------- | --- |
| Noordelijke IJszee  | |
| Canada              | Nunavut - Amund Ringnes Island, Pioneer Island, Klein-Cornwallis                                                              |
| Parrykanaal         | |
| Canada              | Nunavut - Prins van Wales-eiland, Vivian Island, Prescott Island, Koning Willem-eiland                                        |
| Simpsonstraat       | |
| Canada              | Nunavut, Manitoba (dwarst Winnipegmeer)                                                                                       |
| Verenigde Staten    | Minnesota, North Dakota, South Dakota, Nebraska, Kansas, Oklahoma, Texas (dwarst het Dallas-Fort Worth Metroplex en Victoria) |
| Golf van Mexico     | |
| Mexico              | Veracruz, Puebla, Veracruz, Puebla, Oaxaca                                                                                    |
| Grote Oceaan        | |
| Zuidelijke Oceaan   | |
| Antarctica          | Niet-toegeëigend gebied in Antarctica                                                                                         |